# Rontó Ralph
A Rontó Ralph (eredeti cím: Wreck-It Ralph) 2012-ben bemutatott amerikai 3D-s számítógépes animációs film, amely az 52. Disney-film, rendezője Rich Moore, aki a Simpson család és a Futurama című sorozatokat is rendezte. Az animációs játékfilm producere Clark Spencer. A forgatókönyvet Jennifer Lee írta, a zenéjét Henry Jackman szerezte. A mozifilm a Walt Disney Pictures és a Walt Disney Animation Studios gyártásában készült, a Walt Disney Studios Motion Pictures forgalmazásában jelent meg. Amerikában 2012. október 29-én, Magyarországon 2012. november 1-jén mutatták be a mozikban.

## Cselekmény
A történet a videójátékok világában játszódik. Amikor a játékterem bezár, és az utolsó ember is elhagyja az üzletet, a videójátékok szereplői kiléphetnek a szerepkörükből, és önálló életet élhetnek a játékban, vagy azon kívül. Rontó Ralph már több mint harminc éve a Javító Félix videójáték rosszfiúja, melyben az ő feladata lerombolni az épületeket, amiket a játék főhőse Ifjabb Javító Félix megjavít.
Ralph elégedetlen szerepével a játékban, azt szeretné, ha egyszer végre őt is elismernék az emberek, és körberajonganák, akárcsak Félixet. Amikor tudomására jut, hogy érkezett a játékterembe egy új high-tech videójáték, a Hero's Duty, amelyben a főhőst egy magas elismerésű aranyéremmel jutalmazzák, esélyt lát arra, hogy megszerezze az érmet, s ezzel végre tiszteletet érdemeljen ki a saját játéktársai körében. Így hát belebújik az egyik játékos egyenruhájába, s a játék végigvitelével igyekszik megszerezni az érmet. Terve sikerrel jár, ám a felbukkanása komoly kavarodásokat okoz a játékban. És, mivel eközben nem látja el a szerepkörét a saját játékában, a videójátékot hibásnak vélik, s fennáll a veszélye, hogy a tulajdonos, Mr. Litwak megszüntesse azt, ami a játék valamennyi játékosának otthontalanságát és végét jelentené. Ráadásul Ralph játékok közti ámokfutása közben a tudta nélkül szabadjára enged egy vírust, ami a játékterem összes játékát súlyos veszéllyel fenyegeti.
Ralph végül megszerzi az aranymedált, ám röviddel azután elveszti azt a Sugar Rush című gokartversenyzős játékban. Itt megismerkedik Vanellope von Schweetz-cel, egy életvidám kislánnyal, aki, mint később kiderül, egy rendeltetésellenes szereplő a játékban. Vanellope megszerzi Ralph érméjét, amit arra használ fel, hogy nevezni tudjon a gokartfutamra, mert ha megnyerné a versenyt, felkerülne a játékosok listájára, és végre a játék teljes jogú tagjává válna. Ám a játék vezetője, a Nasi király szigorúan ellenzi ezt, és megparancsolja a szolgáinak, hogy fogják el Vanellope-t és újdonsült segítőjét Ralphot. Mivel Ralph érméje már beépült a játék programjába, mikor a kislány nevezett vele, csak úgy kaphatja azt vissza, ha Vanellope megnyeri a versenyt. Közös erővel készítenek egy autót a számára, és Ralph megtanítja a lányt jól vezetni. A kettejük egymás iránti ellenszenvéből később igazi barátság születik. Eközben Félix Ralph keresésére indul a Sugar Rush-ban a Hero's Duty parancsnokával Calhoun őrmesterrel, aki a vírus kiirtásán fáradozik. Végül mindketten a Nasi király várbörtönébe kerülnek, fogolyként.
A Nasi király ráveszi Ralphot, tántorítsa el Vanellope-t a versenyzéstől, mert ha bekerülne a játékba, és az emberek látják a hibásságát, azt fogják gondolni, hogy elromlott a játék, és ha a játék megszűnik, megszűnik ő is létezni, mert egy hibás karakter nem tud kilépni a játékából. Ralph, Vanellope épségért aggódva, végül összezúzza a lány gokardját, amit ő árulásnak vél, és megszakítja vele a barátságát. A bánatos Ralph visszatér a saját játékba, ahol tudomására jut, hogy a távolléte és Félix eltűnése miatt a játékot meg fogják szüntetni. Eközben felfedezi, hogy a Sugar Rush borítóján Vanellope képe szerepel, és azt, hogy a lány egykor igazi játékos volt, ám a Nasi király betört a játékprogramba és kiirtotta őt. Viszont, ha Vanellope megnyerné a versenyt, a játék automatikusan újra indul, és ő ismét visszanyerné eredeti szerepkörét. Visszatér hát a Sugar Rush-ba, és a kiszabadított Félix segítségével megjavítja Vanellope gokartját, hogy a lány indulhasson versenyen. Azonban a Nasi király mindent megtesz, hogy ez ne történjen meg, s végül fény derül valódi személyére: ő Turbó, egy régi autóversenyzős játékból, akit mindenki halottnak hitt, mikor puszta féltékenységből tönkretette a saját, és egy másik játék programját. Vanellope végül már majdnem áthajt a célon, ám ekkor a vírus, ami idővel megszaporodott, lerombolja a Sugar Rush világát. A játékosok elmenekülnek, ám Vanellope hibássága révén, a játékban ragad. Ralph azonban nem mond le a barátjáról, és végül támad egy ötlete: felrobbantja a diétás cola hegyet, amelynek előtörő lávája magába nyeli a vírust, így a játék megmenekül. A bosszúszomjas Turbó szintén odavész a vírussal együtt. A láva csaknem Ralphot is elnyeli, ám Vanellope időben a segítségére siet a kocsijával, és megmenti őt.
Félix végül megjavítja a versenypályát, Vanellope áthajt a célon, és átalakul Vanellope hercegnővé, aki a játék tényleges vezetője és főhőse. Ezután ő és Ralph nehéz búcsút vesznek egymástól. Ralph Félixszel együtt visszatér a játékukba, ami így továbbüzemel, és néhány bónuszkarakter felvételével, sikeresebb lesz, mint valaha. Ralph továbbra is tartja szoros barátságát Vanellope-val, s ettől kezdve mindenki másképp tekint a "mégsem olyan rosszfiúra".

## Televíziós megjelenése
- HBO, HBO Comedy / HBO 3, HBO 2, (korábban)
- AMC, Filmcafé (később)
- Digi Film, RTL Klub